# Conférence sur les femmes et la santé de Boston
 (décembre 2023).
 (décembre 2023).
La mise en forme du texte ne suit pas les recommandations de Wikipédia : il faut le « wikifier ».
Les points d'amélioration suivants sont les cas les plus fréquents. Le détail des points à revoir est peut-être précisé sur la page de discussion.
- Les titres sont pré-formatés par le logiciel. Ils ne sont ni en capitales, ni en gras.
- Le texte ne doit pas être écrit en capitales (les noms de famille non plus), ni en gras, ni en italique, ni en « petit »…
- Le gras n'est utilisé que pour surligner le titre de l'article dans l'introduction, une seule fois.
- L'italique est rarement utilisé : mots en langue étrangère, titres d'œuvres, noms de bateaux, etc.
- Les citations ne sont pas en italique mais en corps de texte normal. Elles sont entourées par des guillemets français : « et ».
- Les listes à puces sont à éviter, des paragraphes rédigés étant largement préférés. Les tableaux sont à réserver à la présentation de données structurées (résultats, etc.).
- Les appels de note de bas de page (petits chiffres en exposant, introduits par l'outil «  Source ») sont à placer entre la fin de phrase et le point final[comme ça].
- Les liens internes (vers d'autres articles de Wikipédia) sont à choisir avec parcimonie. Créez des liens vers des articles approfondissant le sujet. Les termes génériques sans rapport avec le sujet sont à éviter, ainsi que les répétitions de liens vers un même terme.
- Les liens externes sont à placer uniquement dans une section « Liens externes », à la fin de l'article. Ces liens sont à choisir avec parcimonie suivant les règles définies. Si un lien sert de source à l'article, son insertion dans le texte est à faire par les notes de bas de page.
- La présentation des références doit suivre les conventions bibliographiques. Il est recommandé d'utiliser les modèles {{Ouvrage}}, {{Chapitre}}, {{Article}}, {{Lien web}} et/ou {{Bibliographie}}. Le mode d'édition visuel peut mettre en forme automatiquement les références.
- Insérer une infobox (cadre d'informations à droite) n'est pas obligatoire pour parachever la mise en page.

Pour une aide détaillée, merci de consulter Aide:Wikification.
Si vous pensez que ces points ont été résolus, vous pouvez retirer ce bandeau et améliorer la mise en forme d'un autre article.
La Conference on Women and Health de Harvard se déroule dans la Ville de Boston, au Massachusetts, du 4 au 7 avril 1975[1]. Les fondatrices de l’organisme Our Bodies Ourselves (OBOS), Norma Swenson et Judy Norsigian, furent les principales organisatrices de l’événement[2]. Cette conférence féministe eut comme revendication principale le contrôle des femmes sur leur propre corps.

## Contexte
L’événement se produit au tout début d’une période historique qui fut surnommée la Décennie des Femmes. De 1975 à 1985, les Nations unies tiennent une série de conférences internationales sur les femmes, qui sont imprégnées d’un contexte grandissant d’activisme au sein du mouvement pour la santé des femmes[3].
L’une des organisations les plus notables de cette époque, associée au mouvement pour la santé des femmes, fut le Boston Women's Health Book Collective (BWHBC). Ce groupe, provenant du segment socialiste du Mouvement de libération des Femmes, fut distingué par son mécontentement envers l’établissement médical capitaliste et patriarcal[4]. La direction et les idéologies du BWHBC furent exprimées au sein du livre révolutionnaire dénommé Our Bodies, Ourselves. Publié pour la première fois en 1971 par une petite presse indépendante, ce livre donnait aux femmes des informations sur leur corps, leur santé et leurs choix reproductifs, devenant ainsi une ressource essentielle pour les femmes cherchant à comprendre et à prendre le contrôle de leur propre santé. 
Le nom de l’organisation devint éventuellement OBOS et l’influence de deux de ses fondatrices, Swenson et Norsigian, fut particulièrement visible au sein des dénonciations des inégalités médicales vécues par les femmes qui marquèrent la conférence de 1975.

## Déroulement de la conférence
Presque 2 500 femmes, venant de l’ensemble des États-Unis et du Canada, se présentèrent à l’Université d’Harvard pour assister à la conférence. Celles-ci participèrent à des groupes de discussion abordant différentes préoccupations vis-à-vis de la santé des femmes[5].
Les participantes, parmi lesquelles figuraient des étudiantes, des professionnelles de la santé et des militantes féministes, discutèrent d’une série de thématiques, incluant les lois sur l’avortement, l’impact de la violence sur la santé des femmes, l’utilisation de la médecine comme moyen de contrôle social, les soins de santé offerts aux lesbiennes, le rôle des professionnelles dans le mouvement pour la santé des femmes et la nécessité d’une réforme dans les pratiques d’accouchement[6].
Certaines icônes des mouvements pour la santé des femmes agirent en tant que présentatrices, soit Mary Daly, Judy Herman, Jean Baker Miller, Barbara Seaman et les fondatrices de l’OBOS, Ruth Bell et Jane Pincus[7].

## Les actes de la conférence (1975)
Publiés en 1975, les actes de cette conférence historique comprennent les discours d’ouverture, les présentations spéciales, des rapports d’ateliers et une liste de ressources[8]. Malheureusement, plusieurs pages manquent à la copie digitale du document, soit la préface, l’introduction, le programme de la conférence et la section sur le National Women’s Health Network.
Les discours d’ouverture comprennent trois textes qui fixent le ton de l’événement. Dorothy Brown s’exprime d’abord sur l’histoire des lois antiavortement aux États-Unis, tout en mettant de l’avant leur caractère inconstitutionnel[9]. Barbara Ehrenreich aborde ensuite le féminisme et l’évolution du domaine de la santé. Celle-ci présente la médecine comme un système de contrôle social, visant principalement les femmes, qui renforce et promeut les idéologies de la classe sociale dominante, en plus du sexisme[10]. Dolores Huerta, quant à elle, dresse un parallèle entre la situation des femmes et le combat des travailleurs de fermes. Les deux groupes souffrant d’un manque de représentation imposé par les individus en position de pouvoir. Huerta mit aussi de l’avant la nécessité d’une organisation collective dans une optique d’amélioration des soins de santé[11].
Les présentations spéciales mettent aussi de l’avant la nécessité d’un effort collectif dans l’optique de se réapproprier le contrôle du corps des femmes. La dévalorisation, l’objectification et la banalisation des patients, surtout les femmes, sont pointées comme des problèmes majeurs du système[12]. L’histoire de la médecine allopathique[Quoi ?] est aussi utilisée pour démontrer l’importance des Self-Help Clinic et de l’entraide[13]. Un communiqué de presse, abordant des problèmes d’actualité, explique ensuite la situation des carcinogenèses transplacentaires et de la première épidémie de cancer d’origine médicamenteuse chez les femmes de 32 ans et moins, qui survient de 1943 à 1970[14]. Un manifeste féministe conclut ces présentations, décrivant le groupe des femmes comme des actrices principales de l’histoire de son époque et comme étant responsable du sauvetage de notre espèce[15].
Les rapports de la conférence commencent par une présentation des problématiques contemporaines qui touchent les politiques de droits à l’avortement, des politiques de contrôle de la population et de chirurgies inutiles faites sur les femmes[16]. Ils contiennent également des rapports de sous-groupes organisés pour planifier et de présenter des ateliers associés à une thématique spécifique. Ceux-ci abordent les concepts de Self-Help, de médecine préventive et d’éducation en santé, les soins de maternité, les femmes travaillant en hôpital, la santé occupationnelle, le viol, la communauté lesbienne et le vieillissement[17]. Aucun rapport ne semble avoir été rédigé sur les ateliers touchant les femmes et la santé mentale. Par contre, un extrait des prospectus distribués durant ces derniers présente les droits des femmes en milieu thérapeutique, en plus d’offrir des conseils vis-à-vis de la navigation de ces services[18]. Une liste de ressources sur les différents concepts abordés au courant de la conférence conclut les actes de la conférence[19].

## Limitations et succès
Le problème principal de la conférence fut de ne pas réussir à attirer la participation de femmes provenant des différentes communautés de Boston[20]. Bien que le groupe de planification de la conférence envoya des dépliants à différents organismes et syndicats, la majorité des participantes furent des femmes possédant déjà des connaissances notables sur le sujet des femmes et de la santé[21].
Une confrontation eut aussi lieu durant l’atelier de womanwisdom et des modérateurs durent intervenir[22]. Par contre, celle-ci permit d’éclairer le fait que même des individus considérés comme des alliés peuvent posséder des visions antiféministes et la nature conflictuelle participa au succès de l’événement[23]. Les présentatrices de l’atelier, qui parlèrent de leurs expériences et succès au sein du domaine de la santé, créèrent de l’outrage chez les participantes en raison de leur apparente acceptation d’attitudes sexistes au sein de milieux de travail[24].
Il fut aussi reconnu que la conférence fit preuve de ségrégation, puisqu’elle manqua d’aborder les conditions des femmes du tiers monde et de la classe ouvrière[25]. La conférence sur les femmes et la santé fut considérée comme une réussite relative et il fut recommandé que l’événement se reproduise annuellement[26].
Idéologies variées et mouvement pour la santé des femmes
Le thème de la santé des femmes fut omniprésent au sein des courants de pensée sur la condition féminine, qui marquent les années 1970. Il fut central à la Conférence sur les Femmes et la Santé de Boston, mais marqua aussi les mouvements féministes et antiféministes.

## Courant féministe
À Boston comme ailleurs aux États-Unis, le mouvement pour la santé des femmes fut étroitement associé au mouvement féministe. Après l’obtention du droit de vote des femmes en 1920, les militantes féministes orientèrent leurs revendications vers les institutions juridiques et politiques, dans l’optique d’améliorer les droits des travailleuses et de se battre contre la discrimination et l’oppression qui affectaient ces femmes[27]. Plusieurs organismes, tels que le Bureau des femmes, le YWCA, l’AAUW et le BPW, furent créés pour mettre une pression sur les responsables gouvernementaux et les pousser à adopter des lois interdisant la discrimination à l’égard des femmes sur le lieu de travail[28].
La seconde vague féministe reprend cette lutte contre les structures de pouvoir patriarcal, liée à la ségrégation de genre vécue par les employées, en plus de promouvoir les droits reproductifs des femmes[29]. Durant les années 1970, les féministes de Boston revendiquèrent le contrôle des femmes sur leur propre corps et créèrent des établissements et cliniques dédiés à la santé des femmes, ainsi que des refuges pour les femmes vivant de la violence domestique[30]. C’est à cette époque qu’émergea le mouvement pour la santé des femmes[31].
Le droit à l’avortement fut central à cette lutte majeure, comme le démontre bien l’arrêt de Roe v. Wade en 1973. De plus, une résolution fut présentée lors de la Conférence sur les Femmes et la Santé de Boston en 1975, dans l’optique d’unir les féministes canadiennes et américaines. Une demande de boycottage de voyage et de produits importés du Canada fut adressée aux participantes, pour soutenir la demande de libération du docteur et militant pro-choix Henry Morgentaler de Montréal[32].

## Courant antiféministe
Les organisations religieuses américaines des années 1970 jouèrent un rôle central au sein des mouvements antiféministes et de l’avènement de nouveaux droits « pro-famille ». Ceux-ci mirent de l’avant un discours allant à l’encontre du droit à l’avortement et de l’Equal Rights Amendment (ERA)[33]. Cet amendement fut une proposition de rectification de la constitution des États-Unis, visant à garantir l’égalité des droits entre les sexes.
Le mouvement antiavortement fut particulièrement marquant dans la politique de l’époque. Dorothy Brown, qui servit dans la 85e Assemblée Générale de législature de l’État du Tennessee, fut d’ailleurs réprimandée pour son soutien au droit à l’avortement et ne fut jamais réélue[34]. De plus, à la suite de Roe v. Wade qui confère le droit à l’avortement en 1973, des groupes bien financés de droit à la vie furent organisés pour invalider la décision de la Cour Suprême[35].
Le mouvement « pro-famille », quant à lui, soutient les idéologies de division familiale promues par l’antiféminisme américain, qui affirmèrent que la vie familiale se doit d’être basée sur l’échange du travail domestique et maternel des femmes contre le soutien financier des hommes[36]. L’ERA fut donc perçu comme une menace pour le mouvement antiféministe. Les deux principes fondamentaux du féminisme américain de l’époque, l’indépendance économique des femmes et la garde des enfants hors du foyer domestique, furent aussi perçus par les antiféministes comme participant à l’effondrement des familles et à l’éclatement général de la société[37].
Le mouvement antiféministe fut donc supporté par la religion, aux États-Unis, dans son combat contre le mouvement pour la santé des femmes.
Remarques additionnelles
·        Une autre conférence, la Conference on Women in Health, eut lieu à Washington du 16 au 18 juin de cette année[38]. Il est important de ne pas confondre cet événement avec celui de Boston.
·        Bien que le mouvement pour la santé des femmes émerge durant les années 1960-1970, il est possible d’argumenter qu’il vit le jour au début des années 1900, avec la lutte pour le droit des femmes à la contraception de Margaret Sanger[39].
·        La pilule contraceptive vit le jour dans les années 1950, grâce aux efforts de deux féministes, Margaret Sanger et Katharine McCormick, et de l’endocrinologue Gregory Pincus. Bien que la création de cette médication puisse être associée au mouvement féministe, elle demeure indistinguable des politiques de contrôle de la population[40]. Les premiers tests sur les humains furent réalisés sur les femmes de Porto Rico, qui servit de laboratoire de recherche sur la population et de formation de politiques pour les États-Unis. Situation qui fut d’ailleurs dénoncée lors de la Conférence sur les Femmes et la Santé de Boston en 1975[41].
[1] « Harvard Conference on Women and Health, 1975 », Our Bodies Ourselves Today, Our Bodies Ourselves, 2023. https://ourbodiesourselves.org/about-us/our-history/harvard-conference-on-women-and-health-1975/, consulté le 4 novembre 2023.
[2] Ibid.
[3] Maud Anne Bracke, « Contesting “Global Sisterhood” : The Global Women’s Health Movement, the United Nations and the Different Meanings of Reproductive Rights (1970s-80s) », Gender & History, 35, 3 (2023), p. 812-813. https://onlinelibrary.wiley.com/doi/10.1111/1468-0424.12718?af=R, consulté le 4 novembre 2023.
[4] Amber Jamilla Musser, « From Our Body to Yourselves: The Boston Women’s Health Book Collective and Changing Notions of Subjectivity, 1969-1973 », Women’s Studies Quarterly, 35, 1-2 (2007), p. 93. https://www-jstor-org.acces.bibl.ulaval.ca/stable/27649656, consulté le 4 novembre 2023.
[5] « Harvard Conference on Women and Health, 1975 », Our Bodies Ourselves Today, Our Bodies Ourselves, 2023. https://ourbodiesourselves.org/about-us/our-history/harvard-conference-on-women-and-health-1975/, consulté le 4 novembre 2023.
[6] Ibid.
[7] Ibid.
[8] Norma Swenson (dir.) et Judy Norsigian (dir.), Proceedings for the 1975 Conference on Women and Health [version en fichier PDF], Boston, 1975, p. 1. https://ourbodiesourselves.org/about-us/our-history/harvard-conference-on-women-and-health-1975/, consulté le 4 novembre 2023.
[9] Ibid., p. 9-11.
[10] Ibid., p. 11-14.
[11] Ibid., p. 14-16.
[12] Ibid., p. 16.
[13] Ibid., p. 17-20.
[14] Ibid., p. 20-21.
[15] Ibid., p. 26.
[16] Ibid., p. 27-29.
[17] Ibid., p. 30-52.
[18] Ibid., p. 35-37.
[19] Ibid., p. 52-60.
[20] Ibid., p. 30.
[21] Ibid., p. 30.
[22] Ibid., p. 51-52.
[23] Ibid., p. 51-52.
[24] Ibid., p. 51-52.
[25] Ibid., p. 21.
[26] Ibid., p. 30.
[27] Milian Kang et al., « Early to Late 20th Century Feminist Movements », Milian KANG et al., Introduction to Women, Gender, Sexuality Studies, Édition numérique, Amherst, University of Massachusetts Amherst Libraries, 2017, Unit V. https://openbooks.library.umass.edu/introwgss/chapter/early-to-late-20th-century-feminist-movements/, consulté le 4 novembre 2023.
[28] Ibid.
[29] Ibid.
[30] Daphne Spain, « Women’s Rights and Gendered Spaces in 1970s Boston », Frontiers: A Journal of Women Studies, 32, 1 (2011), p. 152. https://www-jstor-org.acces.bibl.ulaval.ca/stable/10.5250/fronjwomestud.32.1.0152?searchText=Women%27s+Rights+and+Gendered+Spaces+in+1970s+Boston&searchUri=%2Faction%2FdoBasicSearch%3FQuery%3DWomen%2527s%2BRights%2Band%2BGendered%2BSpaces%2Bin%2B1970s%2BBoston&ab_segments=0%2Fbasic_search_gsv2%2Fcontrol&refreqid=fastly-default%3Aa7840e2a8f302189126a5ec09a8d2eab, consulté le 4 novembre 2023.
[31] Francine H. Nichols, « History of the Women’s Health Movement in the 20th Century », JOGNN, 29, 1 (1999), p. 56. https://chasebrexton.org/sites/default/files/History%20of%20Womens%20Health.pdf, consulté le 4 novembre 2023.
[32] « Boycott resolution routine ». The Leader-Post (Regina), 5 avril 1975, p. 9. https://books.google.ca/books?id=dDZVAAAAIBAJ&pg=PA9&dq=conference+on+women+and+health+Boston+1975&article_id=5321,1338760&hl=fr&sa=X&ved=2ahUKEwjXyIjZtpyCAxUKMVkFHdAwCQgQ6AF6BAgMEAI#v=onepage&q=conference%20on%20women%20and%20health%20Boston%201975&f=false, consulté le 4 novembre 2023.
[33] Janet Saltzman Chafetz et Anthony Gary Dworkin, « In the Face of Threat: Organized Antifeminism in Comparative Perspective », Gender and Society, 1, 1 (1987), p. 34. https://www-jstor-org.acces.bibl.ulaval.ca/stable/190086, consulté le 4 novembre 2023.
[34] Norma Swenson (dir.) et Judy Norsigian (dir.), Proceedings for the 1975 Conference on Women and Health [version en fichier PDF], Boston, 1975, p. 9. https://ourbodiesourselves.org/about-us/our-history/harvard-conference-on-women-and-health-1975/, consulté le 4 novembre 2023.
[35] Ibid., p. 27.
[36] Janet Saltzman Chafetz et Anthony Gary Dworkin, « In the Face of Threat: Organized Antifeminism in Comparative Perspective », Gender and Society, 1, 1 (1987), p. 53. https://www-jstor-org.acces.bibl.ulaval.ca/stable/190086, consulté le 4 novembre 2023.
[37] Ibid., p. 53.
[38] Janet Welsh Brown, « International Conference on Women in Health », Science, 189, 4205 (1975), p. 784. https://www-jstor-org.acces.bibl.ulaval.ca/stable/1740195, consulté le 4 novembre 2023.
[39] Francine H. Nichols, « History of the Women’s Health Movement in the 20th Century », JOGNN, 29, 1 (1999), p. 56. https://chasebrexton.org/sites/default/files/History%20of%20Womens%20Health.pdf, consulté le 4 novembre 2023.
[40] Norma Swenson (dir.) et Judy Norsigian (dir.), Proceedings for the 1975 Conference on Women and Health [version en fichier PDF], Boston, 1975, p. 28. https://ourbodiesourselves.org/about-us/our-history/harvard-conference-on-women-and-health-1975/, consulté le 4 novembre 2023.
[41] Ibid., p. 28-29.